# Wilhelm II. (Berg)

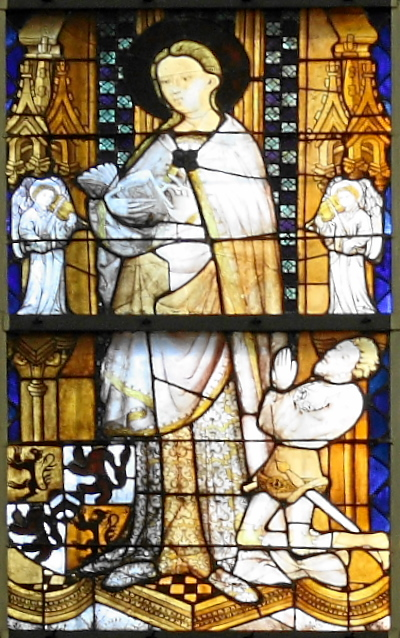
Bildnis Wilhelms (unten rechts) im Westfenster des Altenberger Domes

Wilhelm II. von Berg (* um 1348; † 24. Juni 1408 in Düsseldorf) war ab 1360 Graf von Berg und als Wilhelm I. Graf von Ravensberg, ab 1380 als Wilhelm I. Herzog von Berg.

## Geschichte

### Familie
Wilhelm war der einzige Sohn des Grafen Gerhard von Berg aus dem Hause Jülich(-Heimbach) und der Margarete von Ravensberg-Berg. In einer für ihn mehr als standesgemäßen Ehe heiratete er 1360 Anna von der Pfalz, Tochter des Pfalzgrafen und späteren Kurfürsten Ruprecht II. von der Pfalz aus dem Hause Wittelsbach und dessen Gemahlin Beatrix von Sizilien-Aragon.
Von seinen Söhnen Ruprecht, Gerhard († 1435), Adolf und Wilhelm stattete er Adolf und Wilhelm nacheinander mit der Grafschaft Ravensberg aus; Ruprecht und Wilhelm verhalf er außerdem zur Bischofswahl in Paderborn. Seine Tochter Beatrix von Berg heiratete 1385 den verwitweten Kurfürsten Ruprecht I. von der Pfalz und wurde dadurch Kurfürstin. Sie wurde an exponierter Stelle in der Stiftskirche von Neustadt an der Weinstraße beigesetzt; Grab und Epitaph sind dort erhalten. Seine weitere Tochter Margareta (1360–1442) heiratete Otto den Quaden von Braunschweig-Göttingen.

### Herrschaft
Nachdem Graf Gerhard am 18. Mai 1360 in einem Gefecht nahe Schleiden durch Arnold von Blankenheim in einer Fehde tödlich verletzt worden war, trat zunächst Wilhelms Mutter Margarete eine vormundschaftliche Regierung an, in deren Verlauf Mutter und Sohn die Regierungsgeschäfte bis zur Volljährigkeit Wilhelms gemeinsam zu erledigen begannen. Aus dem Rheinzoll von Kaiserswerth, aus dem Mülheimer Landzoll und aus den Erträgen der bergischen Ämter beglichen sie die Schulden und Lösegelder, die wegen der verlorenen Fehde mit Arnold von Blankenheim und dessen Helfern zu zahlen waren.

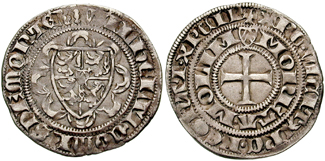
Turnose oder Weißpfenning aus der Münzprägeanstalt Graf Wilhelms II. in Mülheim

Durch die umfangreiche Mitgift, die ihm 1360 die Ehe mit Anna von der Pfalz eingebracht hatte, aber auch durch gestiegene Einkünfte des Landes Berg, war Wilhelm bald in der Lage, einige Kirchspiele an Agger und Sieg zu erwerben. Ferner erwarb er die Herrschaft Blankenberg. Dafür verpfändete er 1368 die Herrschaft Hardenberg und trennte sich von dem Rheinzoll in Kaiserswerth, den er seinem Schwiegervater, dem Pfalzgrafen Ruprecht, 1368 für knapp 58.000 Gulden überließ.
Wilhelms Herrschaft fiel in eine Zeit, als die Dynastie Luxemburg und Kaiser Karl IV. bestrebt waren, für den Halbbruder des Kaisers, Wenzel I., einen Machtbereich um das Herzogtum Brabant zu bilden. 1371 ging Wenzel gegen Wilhelms Onkel, den Herzog Wilhelm II. von Jülich, vor und marschierte in dessen Herzogtum ein, nachdem dort Raubüberfälle auf Brabanter Kaufleute stattgefunden hatten. In der Schlacht bei Baesweiler fiel Wenzel in die Hände des Jülicher Herzogs, der daraufhin ein Lösegeld forderte, stattdessen nach Verhandlungen aber das Herzogtum Geldern erhielt. Im Zuge der glimpflich verlaufenden Auseinandersetzungen der Häuser Luxemburg und Jülich erhob Kaiser Karl IV. den bergischen Grafen Wilhelm 1377 zu seinem Hausgenossen. Auch erteilte er ihm im gleichen Jahr das Privileg, in der Stadt Düsseldorf einen Rheinzoll zu erheben. Der Sohn und Nachfolger des Kaisers, König Wenzel, war Wilhelm II. von Berg ebenfalls zugewandt. So erhöhte er dessen Grafschaft Berg zum Herzogtum und Fahnlehen. Auf dem Reichstag zu Aachen am 24. Mai 1380 verlieh er Wilhelm den Herzogtitel und nahm ihn in den Reichsfürstenstand auf. Wilhelm erhielt damit das verbriefte Recht, bei Feldzügen das königliche Pferd am Zügel zu führen. Außerdem wurde er von Wenzel neben den Herzögen von Jülich und Geldern in ein Freundschaftbündnis aufgenommen.
Ab 1386 bezog Herzog Wilhelm I. seine neue Residenz in Düsseldorf, das durch Straffung von landesherrlichen Zentralbehörden und die Ansiedlung eines herzoglichen Hofstaats die Entwicklung zu einer Landeshauptstadt einleiten konnte. Wilhelm ließ dort eine Burg am Rhein ausbauen. Die zuvor kleine Pfarrkirche Düsseldorfs, St. Lambertus, wurde zu einer Hallenkirche vergrößert sowie mit Pfründen und Reliquien ausgestattet. Die Stadt wurde ebenfalls weiter ausgebaut.

### Kriege
Wilhelm führte Krieg gegen die Grafschaften Mark und Kleve, auch um die Vereinigung beider Länder zu verhindern, wurde aber in der Schlacht von Kleverhamm am 7. Juni 1397 mit seinem ganzen Heer gefangen genommen. Er konnte zwar sich und seinen Anhang freikaufen, musste dafür aber große Teile seines Herrschaftsgebietes verpfänden. Seine Söhne Adolf, Gerhard und Wilhelm sahen dadurch ihr Erbe bedroht und lehnten sich offen gegen den Vater auf. Sie erzwangen sich einige Gebiete ab. Adolf überfiel den Vater schließlich bei Monheim am 28. November 1403 und setzten ihn bis August 1404 gefangen. Am 24. August 1404 wurde Wilhelm von Getreuen aus Schloss Burg befreit und konnte sich am 2. Juli 1405 mit Hilfe seines Schwagers, König Ruprechts, in der Herrschaftsfrage durchsetzen. Dennoch überließ er seinem Sohn Adolf weitgehend die Herrschaft über Berg. Unter dessen Regierung begann 1423 die bis 1795 währende Personalunion von Jülich-Berg.

### Grabstätte
Wilhelm verstarb 1408 in Düsseldorf. Die Grabstätte ist nicht eindeutig zu ermitteln. Allerdings existiert im Altenberger Dom eine Grabplatte für ihn. So ist zu vermuten, dass er wie auch sein Sohn dort bestattet wurde.